# Distretto di Bade
Il distretto di Bade (八德區S, Bādé QūP) è un distretto della città di Taoyuan, situata a Taiwan.